# Penicillium decumbens
Penicillium decumbens är en svampart som beskrevs av Thom 1910. Penicillium decumbens ingår i släktet Penicillium och familjen Trichocomaceae.   Inga underarter finns listade i Catalogue of Life.